# Microbacterium
Microbacterium es un género de bacterias de la familia Microbacteriaceae. A fecha de 2015 había 96 especies clasificadas en él.

## Especies
Microbacterium comprende las siguientes especies:
- Microbacterium aerolatum
- Microbacterium agarici
- Microbacterium amylolyticum
- Microbacterium aoyamense
- Microbacterium aquimaris
- Microbacterium arabinogalactanolyticum
- Microbacterium arborescens
- Microbacterium arthrosphaerae
- Microbacterium aurantiacum
- Microbacterium aurum
- Microbacterium awajiense
- Microbacterium azadirachtae
- Microbacterium barkeri
- Microbacterium binotii
- Microbacterium chocolatum
- Microbacterium deminutum
- Microbacterium dextranolyticum
- Microbacterium enclense
- Microbacterium endophyticum
- Microbacterium esteraromaticum
- Microbacterium flavescens
- Microbacterium flavum
- Microbacterium fluvii
- Microbacterium foliorum
- Microbacterium ginsengisoli
- Microbacterium ginsengiterrae
- Microbacterium gubbeenense
- Microbacterium halimionae
- Microbacterium halophilum
- Microbacterium halotolerans
- Microbacterium hatanonis[3]
- Microbacterium hominis
- Microbacterium humi
- Microbacterium hydrocarbonoxydans
- Microbacterium hydrothermale
- Microbacterium immunditiarum
- Microbacterium imperiale
- Microbacterium indicum
- Microbacterium insulae
- Microbacterium invictum
- Microbacterium jejuense
- Microbacterium keratanolyticum
- Microbacterium ketosireducens
- Microbacterium kitamiense
- Microbacterium koreense
- Microbacterium kribbense
- Microbacterium kyungheense
- Microbacterium lacticum
- Microbacterium lacus
- Microbacterium lindanitolerans
- Microbacterium liquefaciens
- Microbacterium luteolum
- Microbacterium luticocti
- Microbacterium mangrovi
- Microbacterium marinilacus
- Microbacterium maritypicum
- Microbacterium marinum
- Microbacterium mitrae
- Microbacterium murale
- Microbacterium nanhaiense
- Microbacterium natoriense
- Microbacterium neimengense
- Microbacterium oleivorans
- Microbacterium oxydans
- Microbacterium paludicola
- Microbacterium panaciterrae
- Microbacterium paraoxydans
- Microbacterium petrolearium
- Microbacterium phyllosphaerae
- Microbacterium populi
- Microbacterium profundi
- Microbacterium proteolyticum
- Microbacterium pseudoresistens
- Microbacterium pumilum
- Microbacterium pygmaeum
- Microbacterium radiodurans
- Microbacterium resistens
- Microbacterium rhizomatis
- Microbacterium saccharophilum
- Microbacterium saperdae
- Microbacterium schleiferi
- Microbacterium sediminicola
- Microbacterium sediminis
- Microbacterium shaanxiense
- Microbacterium soli
- Microbacterium sorbitolivorans[4]
- Microbacterium suwonense
- Microbacterium terrae
- Microbacterium terregens
- Microbacterium terricola
- Microbacterium testaceum
- Microbacterium thalassium
- Microbacterium trichothecenolyticum
- Microbacterium ulmi
- Microbacterium xylanilyticum
- Microbacterium yannicii